# Cantó de Saint-Dizier-Oest
El cantó de Saint-Dizier-Oest és un cantó francès del departament de l'Alt Marne, situat al districte de Saint-Dizier. Té 8 municipis i part del de Saint-Dizier.

## Municipis
- Éclaron-Braucourt-Sainte-Livière
- Hallignicourt
- Humbécourt
- Laneuville-au-Pont
- Moëslains
- Perthes
- Saint-Dizier (part)
- Valcourt
- Villiers-en-Lieu

## Història
| Data d'elecció                           | Identitat                 | Partit                     | Qualitat |
| ---------------------------------------- | ------------------------- | -------------------------- | -------- |
| 1973-1992                                | Charles Advenier          | Divers droite, després RPR |          |
| 1992-1998                                | Jean-François Thiéblemont | UDF                        |          |
| 1998-                                    | Philippe Bossois          | RPR, després UMP           |          |
| les dades anteriors no són pas conegudes |                           |                            |          |
|                                          |                           |                            |          |